# 馬布爾 (明尼蘇達州)
馬布爾（英語：Marble）是一個位於美國明尼蘇達州艾塔斯卡縣的城市。

## 人口
根據2020年美國人口普查的數據，馬布爾的面積為11.59平方千米，當中陸地面積為11.33平方千米，而水域面積為0.26平方千米。當地共有人口610人，而人口密度為每平方千米53人。